# Lista de cônsules posteriores ao Império Romano
Esta é uma lista dos cônsules posteriores ao Império Romano, um dos mais altos cargo do período pós-imperial (final do séc. V em diante). No caso do Império Bizantino, se o imperador bizantino era também o cônsul, era o mais alto. Os magistrados e as datas exatas de seus mandatos nem sempre são conhecidos e as fontes podem variar entre si. Para os cônsules da República Romana, veja Lista de cônsules da República Romana. Para os do Império, veja lista de cônsules do Império Romano.
A prática de escolher um cônsul romano foi abolida em 541 e o título foi simplesmente acrescentando aos títulos do imperador. Leão VI, o Sábio, imperador bizantino, foi último a reivindicar o título.
Para os que serviram como cônsul (geralmente cônsul sufecto, mas ocasionalmente ordinário, mas cujo período no cargo é incerto, veja Lista dos cônsules romanos sem data. Para os que foram eleitos, mas não chegaram a assumir o posto por causa de morte, desgraça ou outra razão antes do início de seu mandato, veja Lista de cônsules designados romanos.

## Legenda

### Abreviações nos títulos
- Imp. = Imperator
- suf. = cônsul sufecto (nem todos são conhecidos)

### Abreviações para osprenomes
| - A. = Aulo (Aulus) - Ap. = Ápio (Appius) - C. = Caio (Gaius/Caius) - Cn. = Cneu (Gnaeus/Cnaeus) - D. = Décimo (Decimus) - K. = Ceso (Kaeso/Caeso) | - L. = Lúcio (Lucius) - M. = Marco (Marcus) - M'. = Mânio (Manius) - Mam. = Mamerco (Mamercus) - N. = Numério (Numerius) - Opet. = Opitero (Opiter) | - P. = Públio (Publius) - Post. = Póstumo (Postumus) - Proc. = Próculo (Proculus) - Q. = Quinto (Quintus) - Ser. = Sérvio (Servius) | - Sex. = Sexto (Sextus) - Sp. = Espúrio (Spurius) - T. = Tito (Titus) - Ti. = Tibério (Tiberius) - Vop. = Vopisco (Vopiscus) |

### Cores
- Tribunos consulares
- Decênviros
- Ditadores (ano)

## Período posterior à queda do Império Romano do Ocidente
| Ano | Oriente                               | Ocidente                              |
| --- | ------------------------------------- | ------------------------------------- |
| 480 | sem um colega                         | Cecina Décio Máximo Basílio Júnior    |
| 481 | sem um colega                         | Rúfio Aquílio Mécio Plácido           |
| 482 | Flávio Apálio Ilo Trocundo            | Severino Júnior                       |
| 483 | Pós-consulado de Trocundo (Oriente)   | Anício Acílio Aginâncio Fausto Júnior |
| 484 | Flávio Teodorico                      | Décio Mário Venâncio Basílio          |
| 485 | Pós-consulado de Teodorico (Oriente)  | Q. Aurélio Mêmio Símaco Júnior        |
| 486 | Flávio Longino                        | Cecina Mavórcio Basílio Décio Júnior  |
| 487 | Pós-consulado de Longino (Oriente)    | Nar. Mânlio Boécio                    |
| 488 | Cláudio Júlio Eclésio Dinâmio         | Rúfio Aquílio Sivídio                 |
| 489 | Flávio Eusébio                        | Petrônio Probino                      |
| 490 | Flávio Longino II                     | Anício Probo Fausto Júnior            |
| 491 | Flávio Anício Olíbrio Júnior          | sem um colega                         |
| 492 | Flávio Anastácio Augusto              | Flávio Rufo                           |
| 493 | Flávio Eusébio II                     | Fausto Albino Júnior                  |
| 494 | Flávio Túrcio Rúfio Aproniano Astério | Flávio Presídio                       |
| 495 | sem um colega                         | Flávio Viador                         |
| 496 | Flávio Paulo                          | Pós-consulado de Viador (Ocidente)    |
| 497 | Flávio Anastácio Augusto II           | II pós-consulado de Viador (Ocidente) |
| 498 | João, o Cita                          | Flávio Paulino                        |
| 499 | Flávio João, o Gibo                   | Pós-consulado de Paulino (Ocidente)   |
| 500 | Flávio Patrício                       | Flávio Hipácio                        |

## Século VI
| Ano | Oriente                                                               | Ocidente                                                                     |
| --- | --------------------------------------------------------------------- | ---------------------------------------------------------------------------- |
| 501 | Flávio Pompeu                                                         | Flávio Avieno Júnior                                                         |
| 502 | Flávio Probo                                                          | Rúfio Magno Fausto Avieno Júnior                                             |
| 503 | Flávio Dexícrates                                                     | Flávio Volusiano                                                             |
| 504 | sem um colega                                                         | Rúfio Petrônio Nicômaco Cetego                                               |
| 505 | Flávio Sabiniano                                                      | Flávio Teodoro                                                               |
| 506 | Flávio Areobindo Dagalaifo Areobindo                                  | Flávio Enódio Messala                                                        |
| 507 | Flávio Anastácio Augusto III                                          | Venâncio Júnior                                                              |
| 508 | Flávio Céler                                                          | Basílio Venâncio Júnior                                                      |
| 509 | sem um colega                                                         | Flávio Importuno Júnior                                                      |
| 510 | sem um colega                                                         | Anício Mânlio Severino Boécio Júnior                                         |
| 511 | Flávio Secundino                                                      | Félix                                                                        |
| 512 | Flávio Paulo                                                          | Flávio Mosquiano                                                             |
| 513 | Flávio Tauro Clementino Armônio Clementino                            | Flávio Probo                                                                 |
| 514 | Magno Aurélio Cassiodoro Senador                                      | sem um colega                                                                |
| 515 | Procópio Antêmio                                                      | Flávio Florêncio                                                             |
| 516 | sem um colega                                                         | Flávio Pedro                                                                 |
| 517 | Flávio Anastácio Paulo Probo Sabiniano Pompeu Anastácio               | Flávio Agápito                                                               |
| 518 | Anastácio Paulo Probo Mosquiano Probo Magno                           | Pós-consulado de Agápito (Ocidente)                                          |
| 519 | Flávio Justino Augusto                                                | Eutarico Ciliga                                                              |
| 520 | Flávio Vitaliano                                                      | Flávio Rustício                                                              |
| 521 | Flávio Pedro Sabácio Justiniano                                       | Flávio Valério                                                               |
| 522 | Flávio Símaco (Ocidente)                                              | Flávio Boécio (Ocidente)                                                     |
| 523 | sem um colega                                                         | Flávio Anício Máximo                                                         |
| 524 | Flávio Justino Augusto II                                             | Venâncio Opílio                                                              |
| 525 | Flávio Teodoro Filoxeno Soterico Filoxeno                             | Flávio Probo Júnior                                                          |
| 526 | sem um colega                                                         | Flávio Olíbrio Júnior                                                        |
| 527 | sem um colega                                                         | Vécio Agório Basílio Mavórcio                                                |
| 528 | Flávio Pedro Sabácio Justiniano Augusto II                            | Pós-consulado de Mavórcio (Ocidente)                                         |
| 529 | sem um colega                                                         | Flávio Décio Júnior;II pós-consulado de Mavórcio (Gália)                     |
| 530 | Flávio Lampádio                                                       | Rúfio Genádio Probo Orestes                                                  |
| 531 | Pós-consulado de Lampádio e Orestes                                   | Pós-consulado de Lampádio e Orestes                                          |
| 532 | II pós-consulado de Lampádio e Orestes                                | II pós-consulado de Lampádio e Orestes                                       |
| 533 | Flávio Pedro Sabácio Justiniano Augusto III                           | III pós-consulado de Lampádio e Orestes (Ocidente)                           |
| 534 | Flávio Pedro Sabácio Justiniano Augusto IV                            | Flávio Décio Paulino Júnior                                                  |
| 535 | Flávio Belisário                                                      | Pós-consulado de Paulino (Ocidente)                                          |
| 536 | Pós-consulado de Belisário                                            | II pós-consulado de Paulino (Ocidente)                                       |
| 537 | II pós-consulado de Belisário                                         | III pós-consulado de Paulino (Ocidente)                                      |
| 538 | Flávio Mariano Miguélio Gabriélio Arcangélico João                    | IV pós-consulado de Paulino (Ocidente)                                       |
| 539 | Flávio Estratégio Apião Estratégio Apião                              | V pós-consulado de Paulino (Ocidente); Pós-consulado de João (Ocidente)      |
| 540 | Flávio Mar. Pedro Teodoro Valentino Rustício Boraides Germano Justino | VI pós-consulado de Paulino (Ocidente); II pós-consulado de João (Ocidente); |
| 541 | Anício Fausto Albino Basílio Júnior                                   | Pós-consulado de Justino (Ocidente)                                          |

A prática de escolher um cônsul romano foi abolida em 541 e o título foi simplesmente acrescentando aos títulos do imperador.
| Ano     | Nome                                         |
| ------- | -------------------------------------------- |
| 542–565 | Pós-consulado de Basílio                     |
| 566     | Flávio Justino Augusto                       |
| 567     | Pós-consulado de Justino Augusto             |
| 568     | Flávio Justino Augusto II                    |
| 569–578 | II pós-consulado de Justino Augusto          |
| 579     | Flávio Tibério Constantino Augusto           |
| 580–582 | Pós-consulado de Tibério Constantino Augusto |
| 583     | Flávio Maurício Tibério Augusto              |
| 584–602 | Pós-consulado de Maurício Tibério Augusto    |

## Século VII
| Ano     | Nome                                  |
| ------- | ------------------------------------- |
| 603     | Flávio Focas Augusto                  |
| 604–610 | Pós-consulado de Focas Augusto        |
| 608     | Flávio Heráclio                       |
| 609–610 | Pós-consulado de Heráclio             |
| 611     | Flávio Heráclio Augusto II            |
| 612–638 | II pós-consulado de Heráclio Augusto  |
| 615     | Leôncio (honorário)                   |
| 639     | Constantino Heráclio Augusto          |
| 640–641 | III pós-consulado de Heráclio Augusto |
| 642     | Flávio Constantino Augusto            |
| 643–668 | Pós-consulado de Constantino Augusto  |
| 656     | Teodósio Paulo                        |
| 668     | Constantino Augusto                   |
| 686     | Justiniano Augusto                    |
| 699     | Tibério Augusto                       |

## Século VIII
| Ano | Nome                |
| --- | ------------------- |
| 711 | Filípico Augusto    |
| 714 | Anastácio Augusto   |
| 718 | Leão Augusto        |
| 742 | Constantino Augusto |
| 776 | Leão Augusto        |
| 782 | Constantino Augusto |

## Século IX
| Ano | Nome             |
| --- | ---------------- |
| 803 | Nicéforo Augusto |
| 814 | Leão Augusto     |
| 821 | Miguel Augusto   |
| 830 | Teófilo Augusto  |
| 843 | Miguel Augusto   |
| 867 | Basílio Augusto  |
| 887 | Leão Augusto     |